# Boris Vian
Boris Paul Vian (Ville-d'Avray, 10 de Março de 1920 — Paris, 23 de Junho de 1959), foi um Polimata (engenheiro, escritor,  Poeta, Tradutor e cantautor francês), identificado com o movimento surrealista e ao anarquismo enquanto filosofia política. Hoje em dia é sobretudo lembrado pelos seus romances e canções. O seu estilo caracterizou-se por ser altamente individual, com numerosas palavras inventadas e enredos surrealistas passados sempre num universo muito próprio do autor. Como exemplo, o seu romance Outono em Pequim não se passa nem no Outono nem em Pequim!
Para além da sua veia literária, Vian foi também um membro muito influente no Jazz francês, servido de elemento de ligação em Paris de Hoagy Carmichael, Duke Ellington e Miles Davis. Escreveu inúmeros artigos para as revistas de Jazz Le Jazz hot e Paris Jazz e até mesmo em revistas norte-americanas da especialidade.
Escreveu muitas canções que alcançaram e continuam a alcançar uma grande notoriedade fazendo hoje parte do património cultural francês como Le Déserteur, La Java des bombes atomiques. Chegou a ter uma banda Jazz formada por si e pelos seus dois irmãos que tocava no famoso clube de Jazz do Quartier Latin Le Tabou. Vian foi o responsável pelo lançamento de vários intérpretes da canção Francesa,  nomeadamente Serge Reggiani e Juliette Gréco. 

## Biografia

### Infância
Nascido em Ville-d'Avray, em Ilha-de-França, em 10 de Março de 1920, os seus pais foram Paul Vian, um Jovem rendeiro e Yvonne Ramenez, pianista e harpista amadora. Do seu pai, Vian herdou a desconfiança pela Religião e o Exército e o amor pela vida Boémia. Boris foi o segundo de 4 irmãos; os outros eram Lélio (1918), Alain (1921-1995) e Ninon (1925). A família vivia na vivenda Les Fauvettes O nome Boris não indica qualquer ascendência russa; foi o nome escolhido por Yvonne, que era uma grande melómana clássica, após ter visto uma encenação da Ópera de Mussorgsky, Boris Godunov.
Boris Vian sofreu de problemas de saúde e foi educado em casa até aos 5 anos. Entre 1926 e 1932 estudou num pequeno liceu e depois no Liceu de Sévres, onde estudou principalmente línguas (latim, grego e alemão). Após a crise de Wall Street em 1929, a situação financeira da família piorou bastante e eles mudaram-se para um pequeno pavilhão perto da casa, por terem que alugar a vivenda à família de Yehudi Menuhin.
Pouco tempo depois do seu 12˚ aniversário, Vian desenvolveu uma Febre reumática e logo depois Febre tifóide. Esta combinação de doenças levou a sérios problemas de saúde que afectaram o seu coração que mais tarde o levaria à sua morte prematura.

### Juventude
Entre 1932 a 1937, Vian estudou no Liceu Hoche em Versalhes. EM 1936, ele e os seus irmãos começaram a organizar festas-surpresa. Estas festas tornaram-se na base das suas primeiras novelas como Trouble dans les Aindains (1943) e Vercoquin et le plâncton (1943-1944. Foi também em 1936 que Vian se interessou pelo Jazz. No ano seguinte começou a tocar trompete e juntou-se à orquestra do Hot Clube de França.
Em 1937, Vian obteve o seu baccalauréat em Matemática, Filosofia, Latim, Grego e Alemão no Liceu Hoche. Subsequentemente Vian inscreveu-se no Liceu Condorcet em Paris onde estudou matemáticas especiais até 1939. Em Paris, Vian envolveu-se completamente no mundo do Jazz, tendo em 1939 ajudado à organização do segundo concerto de Duke Ellington em França.
No inicio da Segunda guerra mundial, Vian foi dado como inapto para todo o serviço militar devido ao seu estado de saúde muito frágil. Aproveitando o facto, ele inscreveu-se na Escola Central de Paris em Engenharia. Com a invasão de França pelo exército Alemão, Vian acompanhou a escola até Angoulême.
Em 1940 Vian conheceu Michelle Léglise, com quem casará em 1941. Ela ensinou Boris a falar Inglês e deu-lhe a conhecer a literatura Americana. Ainda em 1940, Vian conheceu Jacques Loustalot, que se tornará numa personagem recorrente – O Major – nas suas primeiras novelas e contos. Em 1942, Vian e os seus irmãos juntam-se a uma orquestra Jazz sob a direcção de Claude Abbadie, que também será personagem no romance Vercoquin et Plancton. Em 1942, Vian obteve o Diploma em Metalurgia pela Escola Central de Paris e nasceu o seu primeiro filho, Patrick.

### Carreira
Em 24 de Agosto de 1942, Vian foi admitido como Engenheiro na Associação Francesa de Normalização – AFNOR. Por este facto Vian e Michèle mudaram-se para Paris e fixaram residência no 10˚ Distrito. Nesta altura, Vian era já um trompetista reconhecido e em 1943 escreve a sua primeira novela Trouble dans les andains, que apenas será publicada após a sua morte em 1966. Também em 1943 publicará, sob o pseudónimo de Bison Ravi (Anagrama de Boris Vian) o seu primeiro poema no Boletim do Hot Clube de França.
Em 1944, Paul Vian foi assassinado em casa por um ladrão que nunca seria capturado. Nesse mesmo ano, Vian acaba o romance Vercoquin et le plâncton, uma novela inspirada pelas festas-surpresas da sua juventude e pelo seu trabalho (Muito satirizado) na AFNOR. Em Fevereiro de 1946, Vian demite-se da AFNOR e aceita um emprego público no Escritório Profissional das Indústrias do Papel e Cartão através de um amigo, pois para além de ser mais bem pago que na AFNOR, Vian não tem praticamente nada para fazer. Aproveitando esse facto Vian aproveita para escrever. No início de 1946, Boris Vian estabeleceu relações de amizade com Jean-Paul Sartre, Simone de Beauvoir, Albert Camus e a equipa da revista Temps Modernes, na qual iniciará uma colaboração com a publicação das suas novelas e poemas.
Raymond Quenau e Jean Rostand ajudaram Vian a conseguir a publicação, em 1947, nas Editions Gallimard desta e outras obras completadas em 1946. Nestas, estava incluída as suas primeiras grandes novelas, A Espuma dos Dias e Outono em Pequim. Apesar de, hoje em dia serem as obras mais aclamadas de Vian, sobretudo a primeira, considerada hoje uma obra-prima, na altura não atraíram as atenções, sendo falhanços comerciais
Frustrado pelo falhanço comercial dos seus trabalhos, Vian escreve “Irei cuspir-vos nos túmulos”, mas devido à natureza da história, por precaução, apenas assina a introdução, anunciando-se como o Tradutor de um escritor Norte-Americano Vernon Sullivan. Vian, persuadiu o seu amigo Jean d’Halluin (um editor em inicio de carreira) a publicar o livro. O livro tornou-se, graças a queixas por parte de sectores puritanos, num campeão de vendas desse ano, levando Vian a escrever mais 3 novelas Vernon Sullivan entre 1947-1949.

### Anos finais

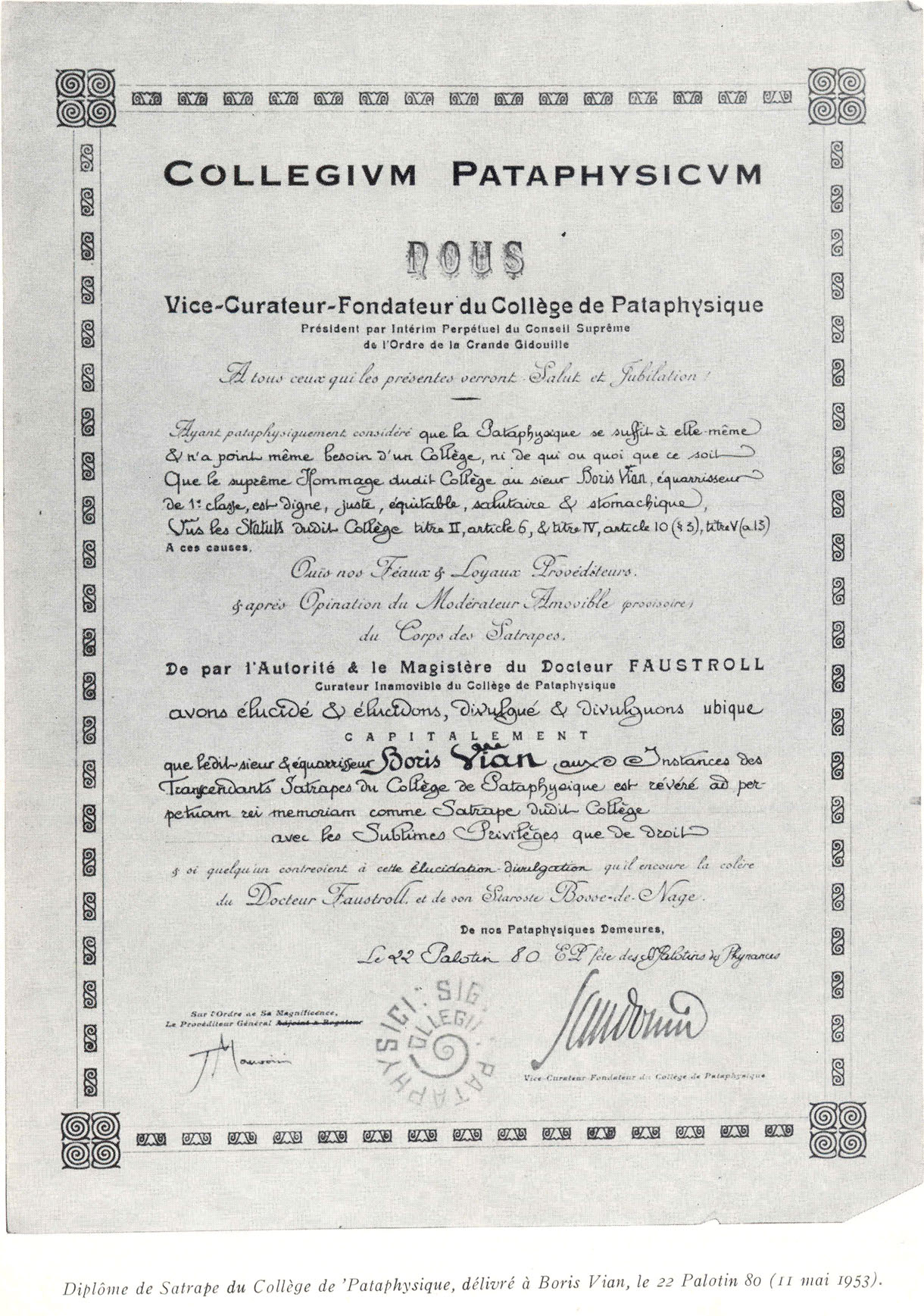
Reprodução do diploma de membro do Colégio de 'Patafisica de Boris Vian.

Apesar do desenvolvimento da sua carreira literária, Vian nunca abandonou o Jazz. Em 1947, abre na Rue Dauphine o “Le Tabou” que terá uma orquestra Jazz dirigida por Vian e seu irmão Alain. 
Ainda em 1947, Viana apoia Charles Delaunay na cisão do Hot Clube de França. Em 1948, nasce a sua filha Caroline Vian. Boris abandona o Le Tabou e funda  Club Saint German des Prés com um carácter mais elitista que o Le Tabou e por onde irão passar os grandes nomes do Jazz mundial como Duke Ellington, Charlie Parker, Kenny Clarke, Miles Davis, Django Reinhardt, etc.
Em 1950, Vian conhece Ursula Kluber, com a qual irá viver em 1951, e casar em 1954, após se ter divorciado de Michelle.
A ultima novela de Vian, O Arranca-Corações foi publicada em 1953 com poucos resultados comerciais o que leva a Vian abandonar a ficção e a dedicar-se à composição e interpretação de canções e à poesia. Ao contrário da escrita de ficção, Vian começou logo a obter sucesso no campo da canção. Em 1954 ele inicia a sua primeira Tourné como cantor. Em 1955, Vian foi contratado pela Philips-Edições discográficas. Será  nomeado director artístico em 1957, enquanto ao mesmo tempo se dedicava a vários campos, como a escrita de óperas, argumentos, peças de teatro. O seu primeiro álbum – Chansons Possibles et Impossibles foi publicado nesse mesmo ano e imediatamente proibido devido à Canção “Le Déserteur”. 
Ainda em 1956, Vian produz os primeiros discos de Rock and Roll francês, interpretados por Henry Salvador e Magali Noël em que as letras eram quase todas da autoria de Vian.
Em 1957 a sua Opera Le Chavalier de la Neige é estreada em Nancy com boa recepção por parte do público e da crítica. No ano seguinte escreverá o libreto da Opera Fiesta com música de Darius Milhaud que será estreada na Opera de Berlim em Outubro.
Em 8 de Junho de 1952 Vian entra para o Colégio de Patafísica com a categoria de Esquartejador (Equarrisseur) de 1ª Classe e em 1954 é promovido a Promotor insigne da Ordem da grande Guidouille (Guidouille – Barriga do Pai Ubu). No mesmo colégio pontificam Jacques Prévert, René Clair e outros vultos da cultura francesa. A 11 de Junho de 1959 numa festa para a entronização de um novo curador do Colégio, o Satrapa já Látis fará o elogio de Boris Vian, que se tornará, 12 dias depois no seu próprio elogio fúnebre.
A 23 de Junho de 1959 no cinema Marbeuf, Boris Vian morre de enfarte do miocárdio durante uma projecção privada do filme Irei cuspir-vos nos túmulos durante a qual Vian se exaltou com os desvios que o filme tinha em relação à sua obra, recusando que o seu nome aparecesse no genérico.

## Obras literárias

### Canções
Entre outras:
- 1952: Allons z'enfants
- 1954: Le Déserteur (O Desertor), escrita sobre a derrota da França na Batalha de Dien Bien Phu.[5]
- 1955: La Complainte du progrès
- 1955: La Java des bombes atomiques
- 1955: Le Petit Commerce
- Blouse du dentiste
- Les Joyeux Bouchers
- Fais-moi mal Johnny
- J'suis snob
- On n'est pas là pour se faire engueuler
- L'Arbre des pendus
- Mozart avec nous (adaptando-se à Marcha Turca de W.A Mozart)
- 1954-1959: À tous les enfants

### Poesia
- Cantilènes en gelée (1949)
- Je voudrais pas crever (publicado postumamente em 1962)

### Prosa
Novelas
- Como Boris Vian:
  - Trouble dans les Andains (1947, publicado postumamente em 1966)
  - Vercoquin et le plancton (1947)
  - A Espuma dos dias - no original L'Écume des jours (1947)
  - O outono em Pequim - no original L'Automne à Pékin (1947)
  - L'Herbe rouge (1950)
  - L'Arrache-cœur (1953)

- Como Vernon Sullivan:
  - J'irai cracher sur vos tombes (1946)
    - publicado em Portugal pelas Publicações Europa-América, numa tradução de Cascais Franco, com o título irei cuspir-vos nos túmulos (coleção Clube do crime n°. 28, 1973).

  - Les morts ont tous la même peau (1947)
  - Et on tuera tous les affreux (1948)
  - Elles se rendent pas compte (1949)

Contos
- Les Fourmis (1949;
- Les Lurettes fourrées (1948–49, publicado em 1950 como um adenda à edição de L'Herbe rouge);
- Le Ratichon baigneur (1946–52, publicado postumamente em 1981);
- Le Loup-garou (publicado postumamente em 1970);

### Teatro
- L'Équarrissage pour tous (1950)
- Le Dernier des métiers (1950)
- Tête de Méduse (1951)
- Les Bâtisseurs d'Empire (1959)
- Le Goûter des généraux (publicado postumamente em 1962)
- Série Blême, tragedy in three acts (1952?, published 1971 by U.G.E.)
- Le Chasseur français, vaudeville (1955, published 1971 by U.G.E.)

### Traduções
- The Big Sleep, de Raymond Chandler (com o título Le grand sommeil, 1948)
- The Lady in the Lake de Raymond Chandler (com o título La dame du lac 1948)
- The World of Null-A de Alfred Elton van Vogt, (com o título Le Monde des A~ 1958)